# Eustache van Lieshout
Pour les articles homonymes, voir Van Lieshout.
Eustache van Lieshout (Aarle-Rixtel, 3 novembre 1890 - 30 août 1943, Belo Horizonte) est un prêtre catholique néerlandais de la congrégation des Sacrés-Cœurs de Jésus et de Marie, et missionnaire au Brésil qui est vénéré comme bienheureux par l'Église catholique.

## Biographie
Eustache van Lieshout naît le 3 novembre 1890, à Aarle-Rixtel. Après avoir lu la biographie du Père Damien de Veuster, il entra au séminaire de la congrégation des Sacrés-Cœurs de Jésus et de Marie], en 1905. Après ses études en théologie, il reçoit l'ordination sacerdotale en 1919. 
Fixé en paroisse dans des quartiers pauvres d'Hollande-Méridionale, sa pastorale active et remarquable pour les réfugiés belges lui vaudra de recevoir le titre de membre de l'Ordre de Léopold par le roi de Belgique. 
En 1925, il accepte de partir en mission au Brésil. Il y effectuera une pastorale dynamique envers les plus démunis, s'illustrant comme un exemple de charité. Après plusieurs transferts et de multiples apostolats féconds à travers de nombreux États du Brésil, il est définitivement fixé par ses supérieurs à Belo Horizonte. Vicaire de la paroisse du Sacré-Cœur, il attira des foules de fidèles pour ses conseils et pour ses prières. De nombreux témoignages de guérisons inexplicables dues à ses prières sont rapportés dans l'enquête diocésaine sur sa cause en béatification. Après une brève maladie, il meurt le 30 août 1943.   

## Béatification
- 1986 : introduction de la cause en béatification et canonisation

- 12 avril 2003 : le pape Jean-Paul II reconnaît l'héroïcité de ses vertus et le déclare vénérable

- 15 juin 2006 : béatification célébrée à Belo Horizonte par le cardinal José Saraiva Martins après le décret signé par le pape Benoît XVI